# Sonny Burgess

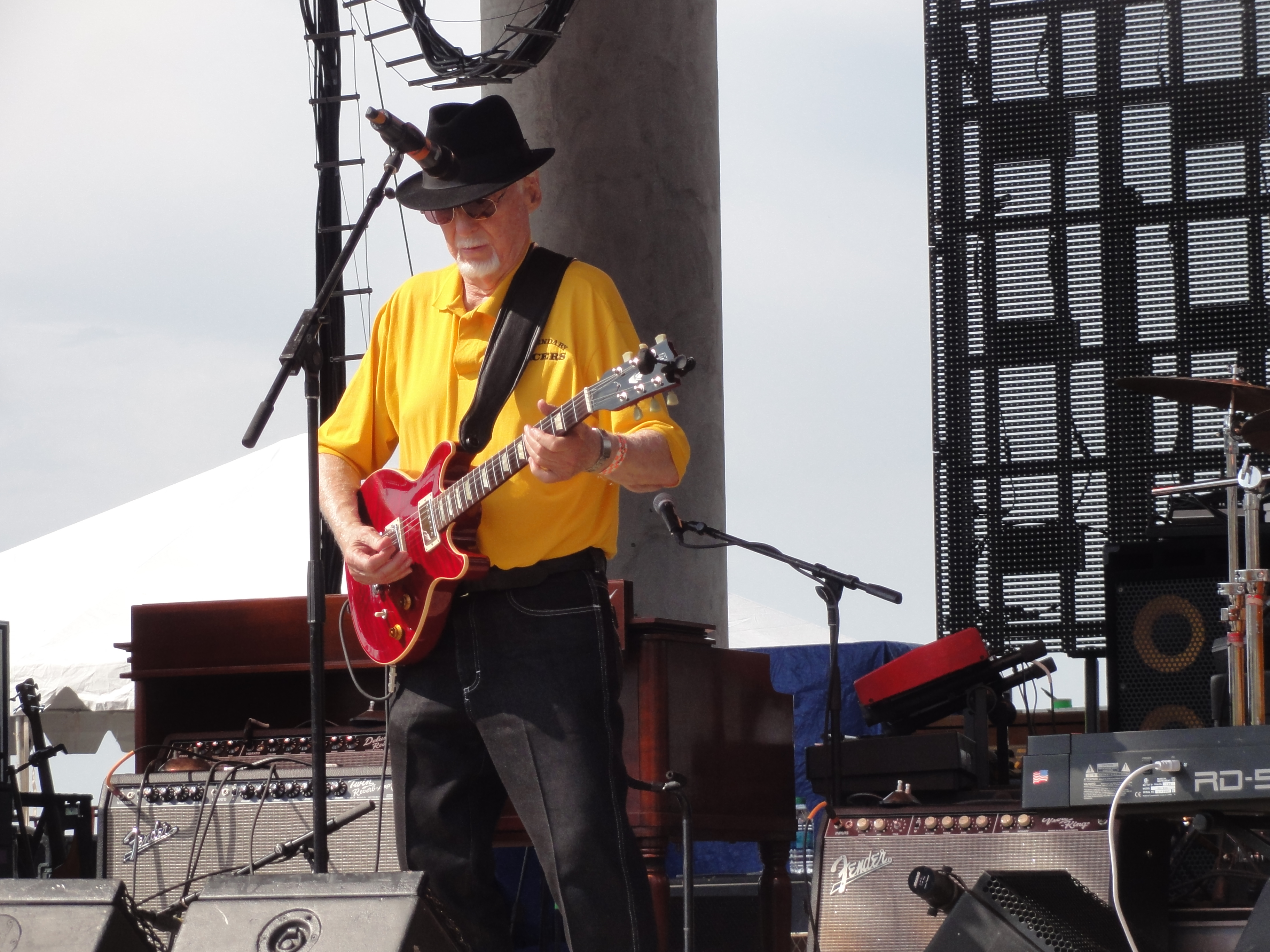
Sonny Burgess 2013

Albert „Sonny“ Burgess (* 28. Mai 1931 in Newport, Jackson County, Arkansas; † 18. August 2017 in Little Rock, Arkansas) war ein US-amerikanischer Rockabilly-Musiker. Er gilt als einer der bekanntesten Rockabilly-Sänger und war einer der vielen Sun-Künstler, die in den 1950er Jahren dort hervorgingen.

## Leben

### Kindheit und Jugend
Geboren als Albert Burgess, benannt nach seinem Vater, nannten ihn alle bald „Sonny“. In der High School spielte er erstmals in einer Band als Gitarrist zusammen mit Paul Waney (Gesang), Ray Hubbard (Bass) und den Kennedy Twins am Klavier. 1948 absolvierte Burgess die High School und trat kurz danach mit dem späteren Freddie Hart auf. Doch danach wurde Burgess zur Armee eingezogen. Seine Zeit beim Militär leistete er in Heidelberg.

### Anfänge
Nach seiner Entlassung 1953 gründete er zusammen mit den alten Bandkollegen The Moonlighters. Als 1954 Elvis Presley mit That’s Allright Mama den ersten Rockabilly-Titel veröffentlichte, nahmen auch Burgess und seine Band erstmals Rock-’n’-Roll- und Rockabilly-Stücke in ihr Repertoire auf. Im Oktober 1955 hatten sie dann die Gelegenheit, mit Elvis im Silver Moon Club zusammen zu spielen. Beeinflusst durch Elvis nannten sich die Moonlighters jetzt in The Pacers um.
Burgess war wie Elvis Presley auch sehr von Bluesmusikern der älteren Generation beeinflusst. Während Arthur Crudup einer von Presleys Favoriten war, wurde Burgess in einem ähnlichen Maß von dem Bluessänger und -pianisten Clarence Lofton aus Tennessee geprägt, der sein rhythmisches Spiel auch mit Pfeifen und Stampfen des Fußes unterstützte. So ist zum Beispiel Loftons Brown Skin Girls aus den 1930er-Jahren die Vorlage für Burgess' eigenes Truckin' Down the Avenue, das er später für Sun Records aufnehmen sollte.

### Karriere
1956 reisten Burgess und die Pacers nach Memphis, Tennessee, um bei Sam Phillips vorzuspielen. Phillips war von Burgess und seiner Band beeindruckt und nahm sie bei seinen Sun Records unter Vertrag. Ihre erste Single We Wanna Boogie / Red Headed Woman erschien im September desselben Jahres. Nach einer ausgedehnten Tournee mit anderen Sun-Größen wie Carl Perkins, Johnny Cash, Warren Smith und Roy Orbison kehrten sie wieder nach Memphis zurück und veröffentlichten ihre zweite Single. Alle ihre Platten verkauften sich regional gut, jedoch hatte Phillips nicht das Geld, die Titel landesweit zu vermarkten. Bis 1959 blieb Burgess bei Sun, nach der Trennung von den Pacers endete sein Vertrag bei Sun.
Danach wurde Burgess Mitglied in Conway Twittys Begleitband, den er ebenfalls bei Sun kennengelernt hatte. Mit ihm arbeitete er bis 1961 zusammen. Nach einer Single bei Abdur Records unterschrieb er einen Vertrag bei Razorback Records mit seiner neuen Band, den Kings. Jedoch sollte die Musik eine Freizeitbeschäftigung bleiben, da er im Sportgeschäft seines Schwagers eine Anstellung gefunden hatte. Danach gab er die Musik vollkommen auf und arbeitete die nächsten 15 Jahre in einer Firma in St. Louis. Als das Rockabilly-Revival den alten Rockabillies die Gelegenheit gab, wieder aufzutreten, blieb Burgess zunächst im Hintergrund und arbeitete weiter. Erst zehn Jahre später nahm er mit einer Reise und dortigen Auftritten nach England seine Karriere wieder auf. Er unterschrieb erneut bei Sun und trat wieder auf. 1999 wurde er in die Europe Rock’n’Roll Hall of Fame aufgenommen.
Bis zuletzt traten Sonny Burgess und die neu gegründeten Legendary Pacers wieder auf. 2006 spielten sie beim Newport Folk Festival und waren regelmäßig beim Las Vegas Rockabilly Festival vertreten. Sie wurden 2002 in die Rockabilly Hall of Fame  aufgenommen.

## Diskographie

### Singles
| 1956                    | We Wanna Boogie / Red Headed Woman | Sun 247                        |
| 1957                    | Ain’t Got a Thing / Restless | Sun 263                        |
| 1958                    | My Bucket’s Got a Hole In It / Sweet Misery | Sun 285                        |
| 1958                    | Thunderbird / Itchy | Sun 304                        |
| 1960                    | Sadie’s Back in Town / A Kiss Goodnite | Phillips International 3551    |
| 1960                    | Sadie’s Back In Town / A Kiss Goodnite | London Records (UK)            |
| 1963                    | That Girl Next Door / Today | Abdur                          |
| 1964                    | Lawdy Miss Claudia / Willie and the Hand Jive | Razorback R-117                |
| 1965                    | Mary Lou / It Is Wrong | Razorback R-120                |
| 1966                    | School Days / Lonely Hours | Razorback R-126                |
| 1967                    | St. Louis Blues / Bamboo | Razorback R-130                |
| 1967                    | Don’t Let Me Hand Around / Restless | Razorback R-132                |
| 1967                    | Odessa / Fraulein | Razorback R-136                |
| 1968                    | 500 Miles / Tuesday, Tomorrow and Forever | Rolando                        |
| 1968                    | Blues Stay Away From Me / Fraulein | ARA 222                        |
| 1976                    | Honey Hush / Matchbox' | Black Jack (Belgien)           |
| Unveröffentlichte Titel | |                                |
|                         | - Hanging Round My Gal - Hootchy Kootchy - I've Nothing But Love | Acetat                         |
|                         | - All Night Long - Feel So Good - Life’s To Short To Life - Oh Mama - Red Headed Woman (alt. Version 1) - Red Headed Woman (alt. Version 2) - Truckin’ Down The Avenue - We Wanna Boogie (alt. Version 1) - We Wanna Boogie (alt. Version 2) - The Wings of an Angel | Sun (unveröffentlicht)         |
|                         | - Drinkin’ Wine Spo-Dee-O-Dee - You - Gone | Sun (unveröffentlicht)         |
|                         | - My Baby - Mr. Blues - I Love You So - Higher - Find My Baby For Me - Fannie Brown - Don’t Be That Way | Sun Records (unveröffentlicht) |

### Alben (Auswahl)
- 1969: The Old Gang
- 1969: Country Rock
- 1985: We Wanna Boogie
- 1985: Sonny Burgess and the Pacers
- 1986: Raw Deal
- 1986: Spellbound
- 1992: We Wanna Boogie
- 1992: Tennessee Border (mit Dave Alvin) (Hightone)
- 1994: Classic Recordings 1956 - 1959 (Bear Family Records Werkausgabe)
- 1996: Sonny Burgess